# بلشون أخضر
بلشون أخضر (الاسم العلمي: Butorides virescens) هو نوع من فصيلة بلشونيات.
يعيش البلشون الأخضر بالقرب من الأنهار والمستنقعات، كما أنه يستوطن أمريكا الشمالية

## معرض صور

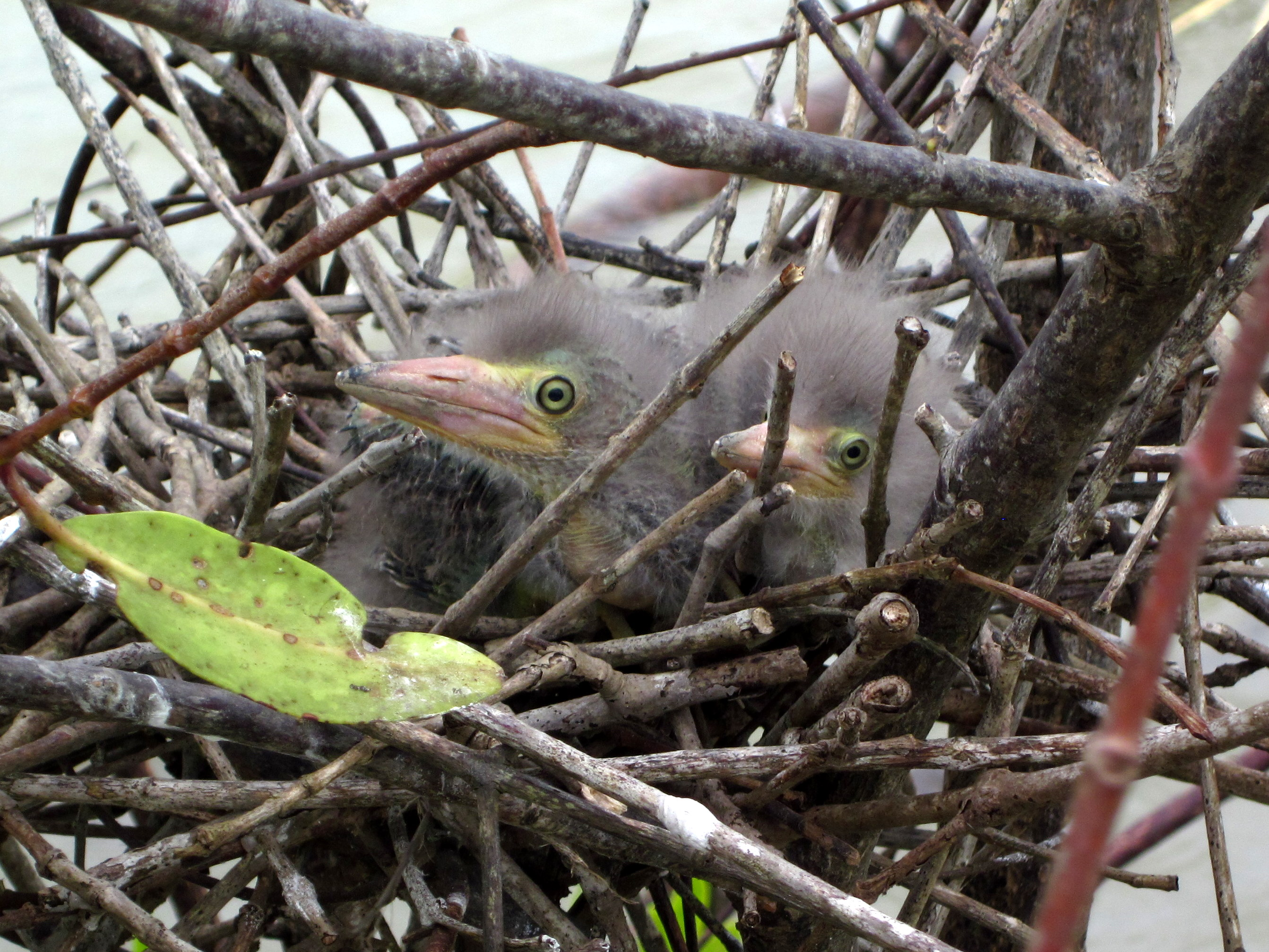
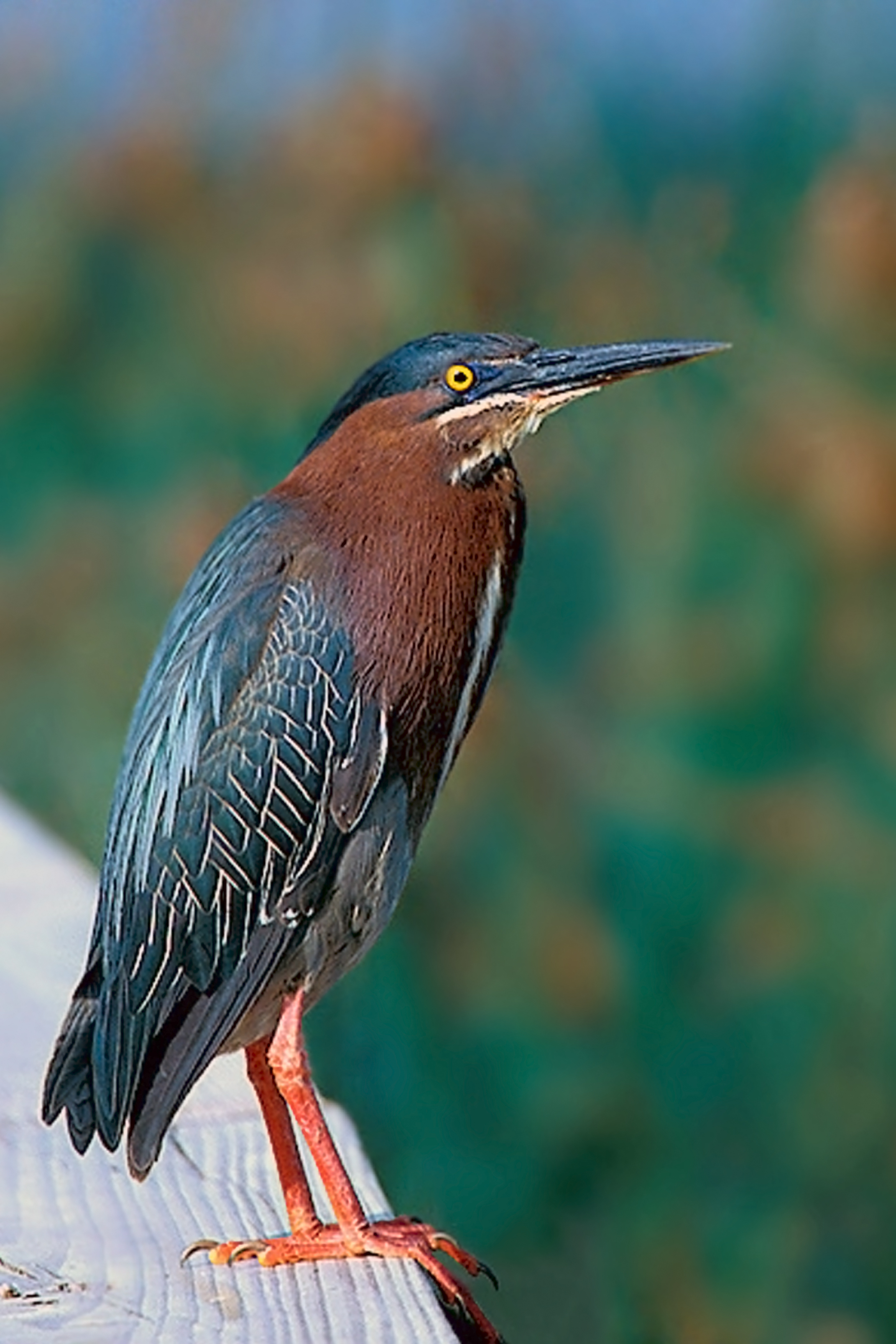
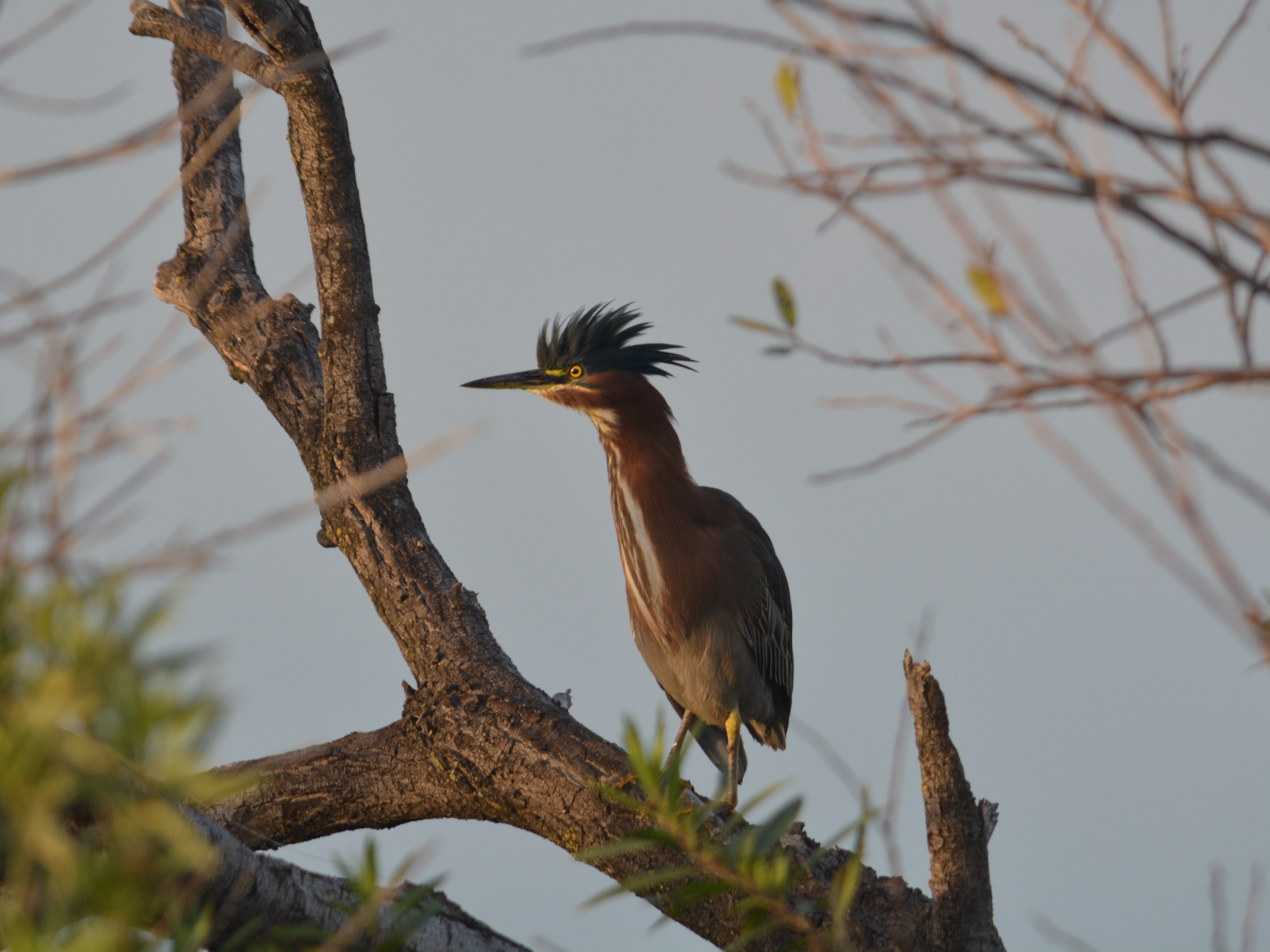
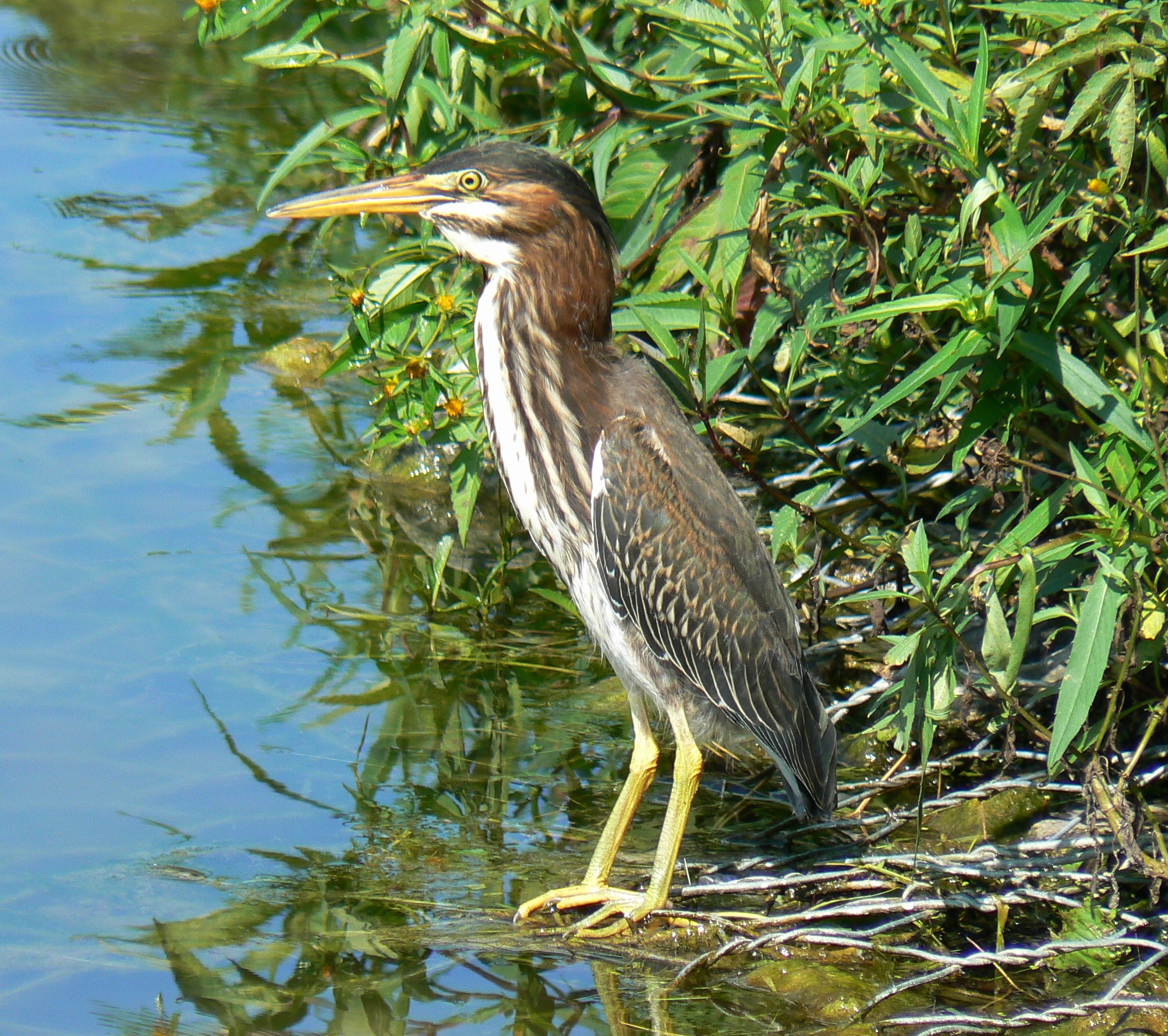